# ساب پاپ

ساب پاپ (به انگلیسی: Sub Pop) یک شرکت آمریکایی نشر موسیقی است که در سال ۱۹۸۶ توسط جاناتان پانِمَن و بروس پاویت در سیاتل، واشینگتن تأسیس شد. ساب پاپ در سال‌های پایانی دههٔ ۱۹۸۰ با انتشار اولین آلبوم‌های گروه‌هایی چون نیروانا، ساوندگاردن، مادهانی و تعدادی دیگر از هنرمندان سیاتلی به شهرت رسید.
از ساب پاپ معمولاً به‌عنوان اولین ناشری که در مسیر محبوبیت سبک گرانج گام‌های بزرگی برداشت یاد می‌شود. آن‌ها سیر صعودی و موفقیت تجاری‌شان را در آغاز قرن ۲۱اُم با همکاری با گروه‌هایی مانند فلیت فاکسز، د پستال سرویس، نو ایج، ولف پرید و د شاینز ادامه دادند.
در سال ۱۹۹۵ پانمن ۴۹٪ سهام ساب پاپ را که در اختیار داشت به برادران وارنر واگذار کرد.